# Henney Motor Company

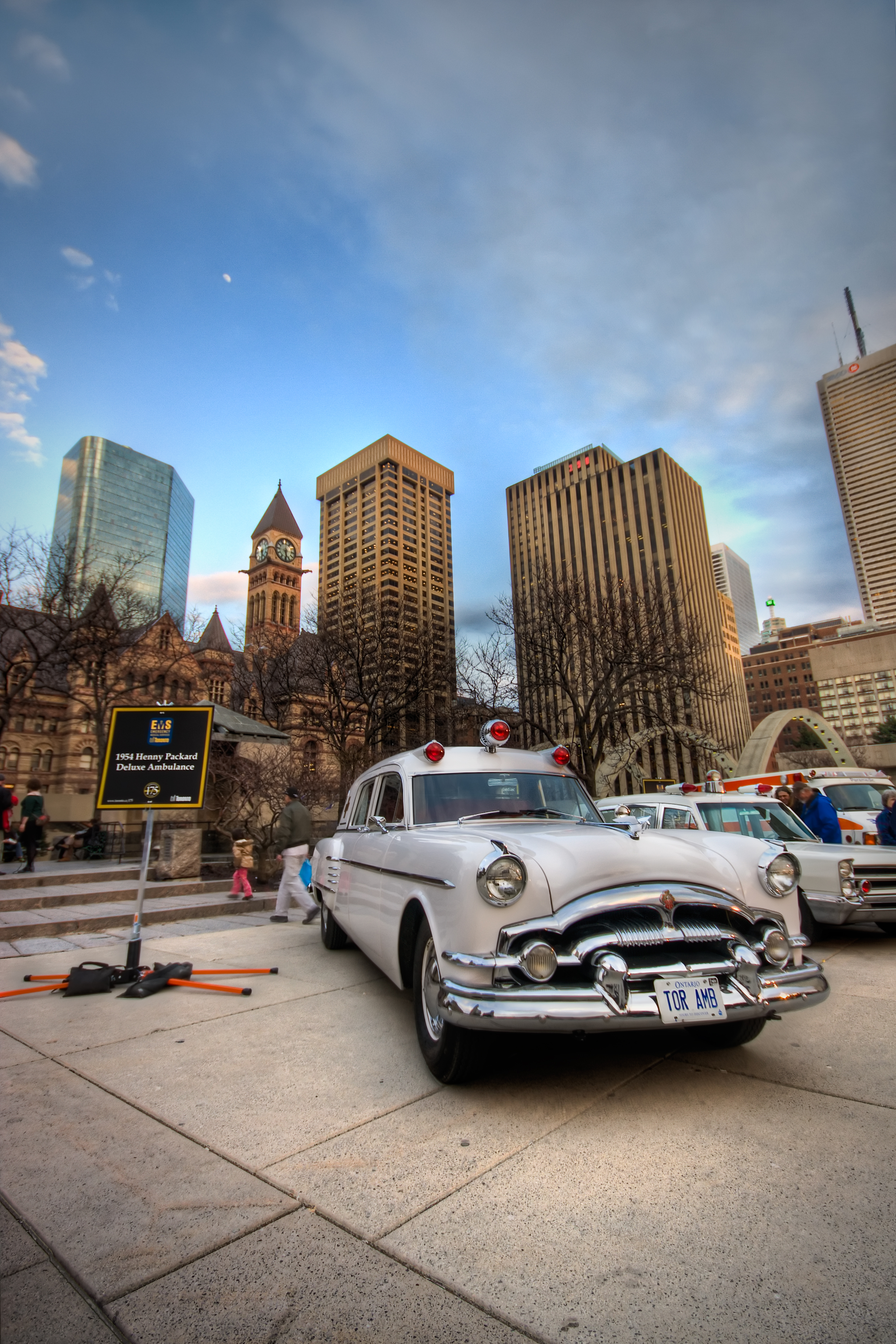
Viertürige Henney-Packard Deluxe Ambulanz (1954) auf dem Fahrgestell des Packard Patrician. Dies war das letzte Jahr der Zusammenarbeit mit Packard.

Die Henney Motor Company war ein US-amerikanischer Hersteller von Kutschen, Automobilen und Automobilkarosserien. Das Unternehmen war vor dem Zweiten Weltkrieg vor allem durch seine Bestattungsfahrzeuge auf Packard-Chassis und nach dem Kriegsende durch das Elektroauto Henney Kilowatt bekannt. Unter anderem stellte es auch den Henney Super Wagon her.

## Unternehmensgeschichte

### Kutschen
Henney Carriage Works wurde 1879 von John W. Henney gegründet. Der Unternehmenssitz befand sich in Freeport, Illinois. Zunächst produzierte Henney Kutschen und Buggies, aber auch gewerbliche Fuhrwerke und Bestattungswagen. Im ersten Jahrzehnt des 20. Jahrhunderts vollzog Henney den Übergang zu Automobilen nicht nach; das Unternehmen produzierte bis in den Ersten Weltkrieg hinein ausschließlich Pferdefuhrwerke. Aufgrund nachlassender Nachfrage wurde es 1916 liquidiert. Im gleichen Jahr gründete der Sohn von John W. Henney ein Nachfolgeunternehmen mit der Bezeichnung John W. Henney Co., das nun motorisierte Fahrzeuge fertigte und ab 1927 als Henney Motor Co. firmierte.

### Ambulanz- und Bestattungsfahrzeuge

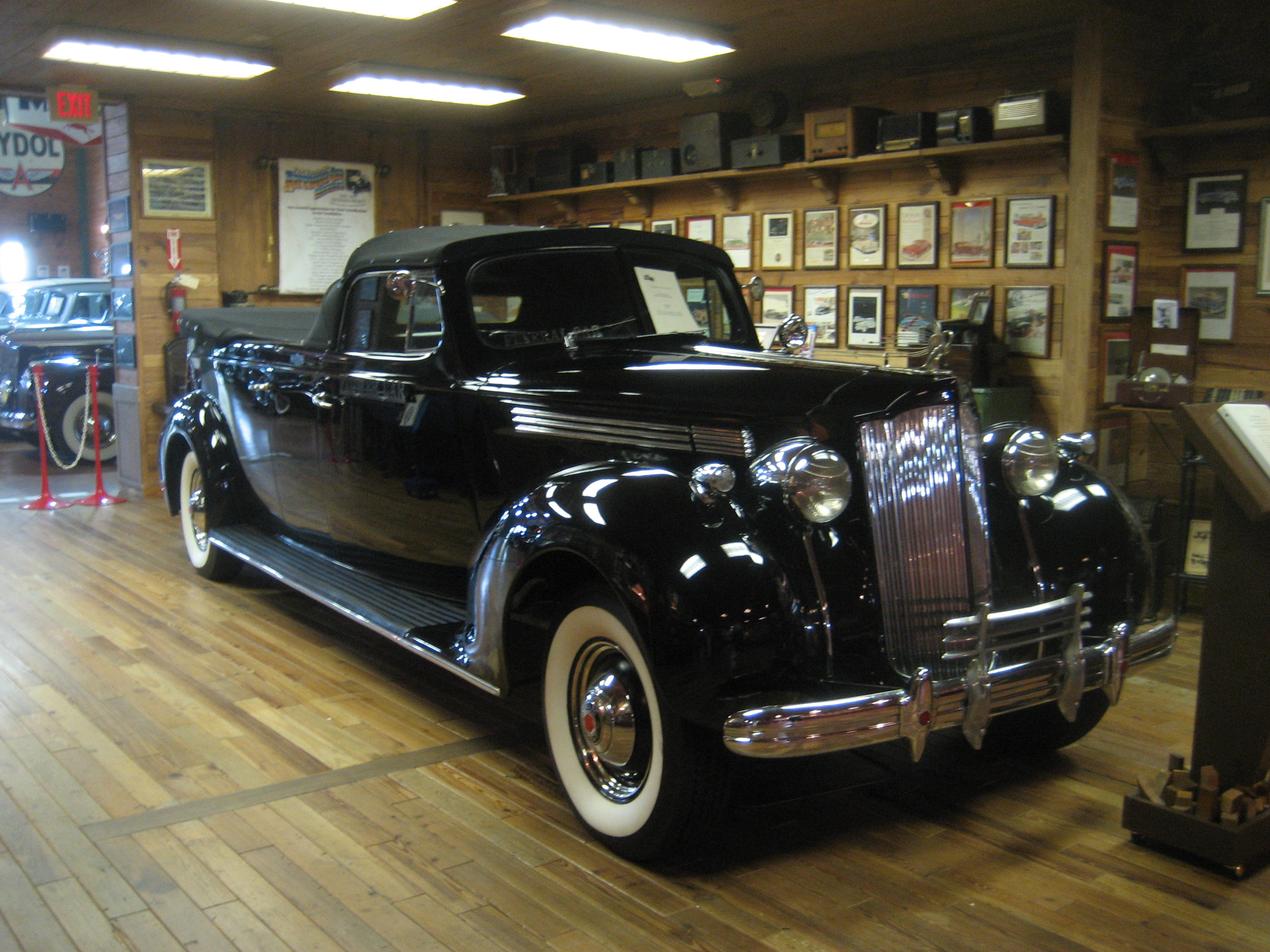
Henney Flower Car auf der Basis eines Packard Eight (1938)

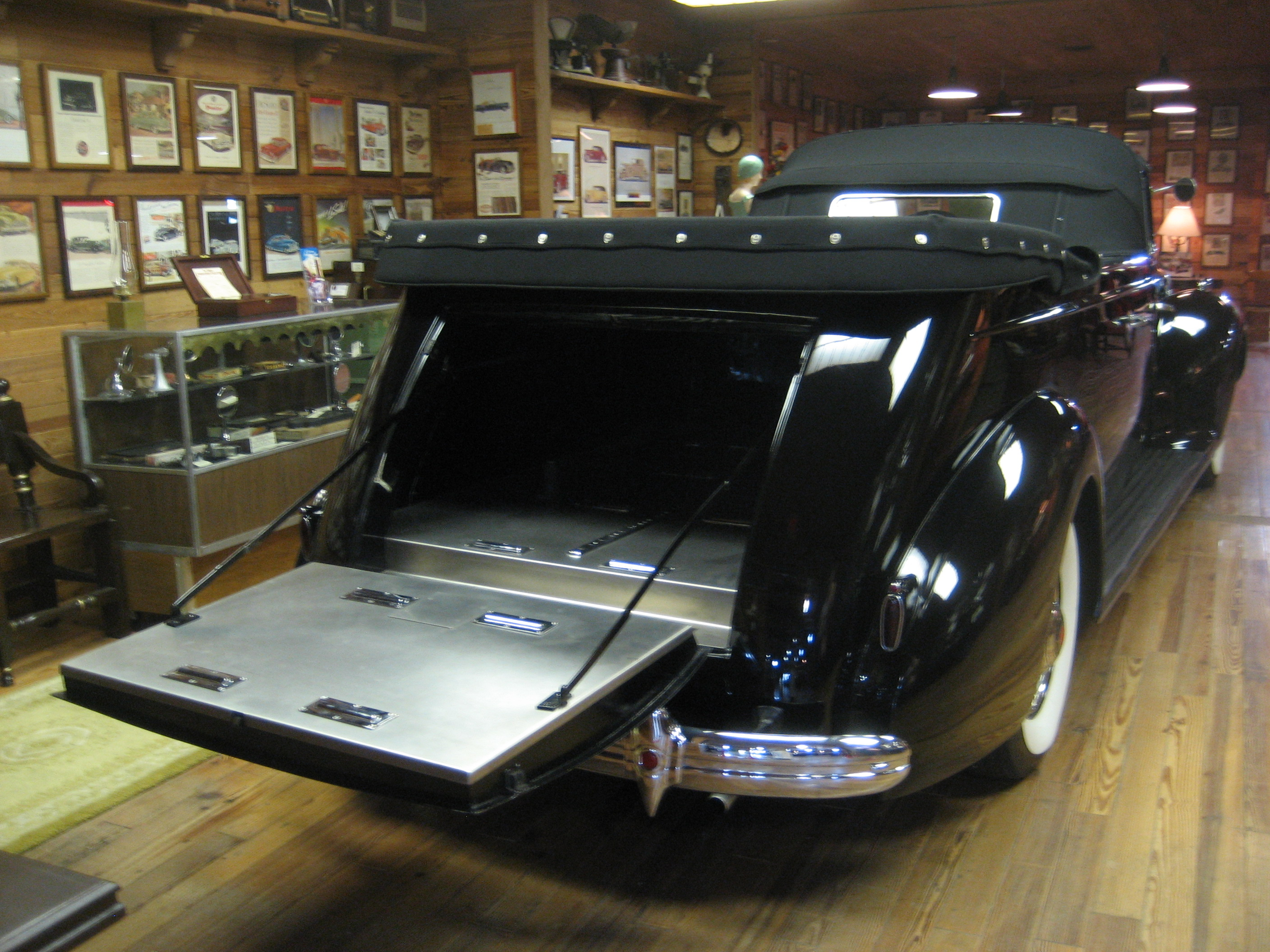
Henney Flower Car

Seit den 1920er-Jahren war Henney einer der bekanntesten Hersteller von Ambulanz- und Bestattungsfahrzeugen. Ende der 1930er-Jahre fertigte Henney pro Jahr teilweise bis zu 1200 Fahrzeuge.
Henneys Modelle basierten zunächst ganz überwiegend auf LKW-Chassis von Dodge; die Motoren kamen von Continental oder Lycoming. Die Karosserien waren jeweils eigenständig gestaltet. Sie bestanden zeitweise in Anlehnung an die Weymann-Karosserien aus Kunstleder, das über einen Rahmen aus Eschenholz gespannt war.
Nachdem Dodge 1928 vom Chrysler-Konzern übernommen worden war, endete für Henney der Bezug von Dodge-Chassis. Henney stellte daraufhin eigene Chassis her, die strukturell an Konstruktionen von Auburn, Buick, Cadillac, Pierce-Arrow oder Reo angelehnt waren. 1934 gab Henney die Produktion eigener Chassis wieder auf und verwendete stattdessen je nach Kundenwunsch Fahrgestelle von Cadillac, Lincoln, Oldsmobile, Packard oder Pierce-Arrow. Ab 1938 schließlich kleidete Henney exklusiv Packard-Chassis ein. Die Verbindung zu Packard bestand bis 1954. Henneys Packard-Hearses waren teilweise außergewöhnlich gestaltet. Aufsehen erregend waren Bestattungsfahrzeuge im Stil eines Landaulets, bei dem die Ladefläche von einem herunterklappbaren Stoffverdeck überspannt war.
Während des Zweiten Weltkriegs setzte Henney die Produktion von Ambulanzfahrzeugen fort. Nach Kriegsende wurde der Betrieb unter neuer Leitung fortgeführt. Henney intensivierte die Beziehung zu Packard, indem das Unternehmen die werksseitig angebotenen Packard-Limousinen mit 7 und 15 Sitzen – letztere wurde vor allem als Flugzeugzubringer verwendet – in Auftragsarbeit exklusiv fertigte. 1950 produzierte Henney darüber hinaus im Regierungsauftrag neun Limousinen auf Lincoln-Basis, die vom damaligen Präsidenten Harry S. Truman genutzt wurden.
Mitte der 1950er-Jahre ließ der Absatz von Bestattungs- und Ambulanzfahrzeugen deutlich nach. Verbunden mit dem zeitgleichen Niedergang Packards, verschlechterte sich Henneys wirtschaftliche Lage in kurzer Zeit erheblich. Das Management versuchte, mit dem Nutzfahrzeughersteller Reo zu fusionieren; die Bemühungen scheiterten jedoch. Ein Umzug nach Canastota, New York, brachte keine Verbesserung; die Produktion von Bestattungs- und Ambulanzfahrzeugen bei Henney endete im Jahr 1954. Ein Neustart mit dem Elektroauto Henney Kilowatt scheiterte frühzeitig.

### Personenwagen
Neben den Ambulanz- und Bestattungsfahrzeugen bot Henney von 1921 bis 1931 auch Personenkraftwagen an, die aber nur in geringem Umfang verkauft wurden. 1929 versuchte Henney, einen luxuriösen Personenwagen zu etablieren, der dem Cord L-29 nachempfunden war. Er wurde allerdings nur in vier Exemplaren hergestellt; sie wurden alle an Freunde des Inhabers verkauft.

### Henney Kilowatt

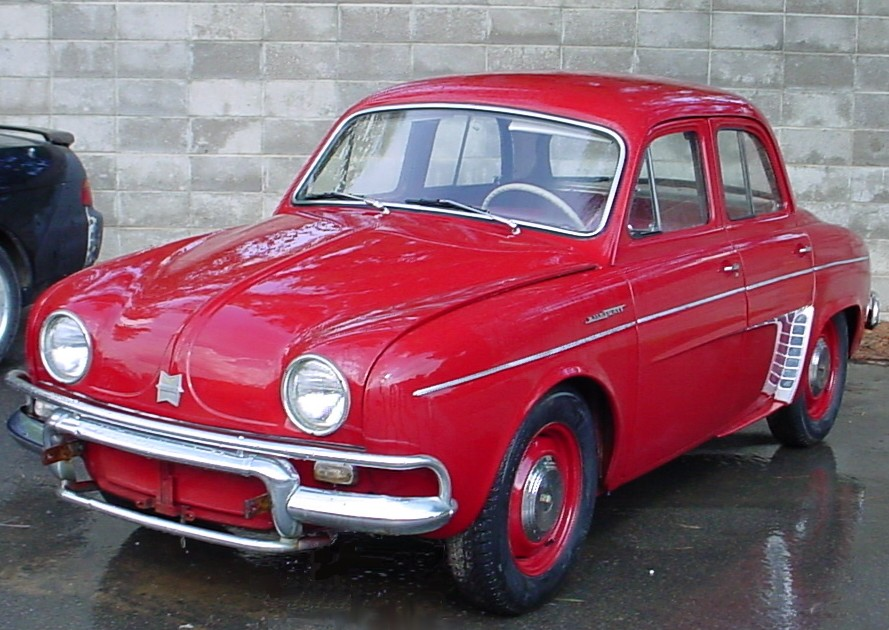
Henney Kilowatt (1960)

1959 und 1960 fertigte Henney das Modell Kilowatt, ein Elektroauto, das die Karosserie des Renault Dauphine verwendete und ausschließlich von einem Elektromotor angetrieben wurde. Das Projekt war eine Gemeinschaftsarbeit von Henney und der National Union Electric Company, die beide durch den gleichen Vorstandsvorsitzenden miteinander verbunden waren. Der Antrieb wurde von der Eureka Williams Company entworfen, einem Staubsaugerhersteller aus Bloomington; der Elektrotechniker Victor Wouk war beratend tätig. Bei seiner Präsentation hatte der Kilowatt 18 Zwei-Volt-Batterien. Die Reichweite betrug 64 km. Für das Modelljahr 1960 wurde das System überarbeitet. Nunmehr hatte das Auto 12 Sechs-Volt-Batterien. Die Reichweite erhöhte sich dadurch auf annähernd 100 km. Henney komplettierte die Autos aus Komponenten, die aus Frankreich angeliefert worden waren. In zwei Jahren entstanden annähernd 100 Fahrzeuge, von denen allerdings nur 47 verkauft wurden. Den überwiegenden Teil der Autos übernahm die National Union Electric Company.

### Showcars
Die Design-Abteilung von Henney entwickelte 1951 das Show Car Packard Pan American. Von vornherein nur für Ausstellungszwecke konzipiert, wurden nur sechs Fahrzeuge hergestellt. Es diente als wesentliches Vorbild für den Packard Caribbean.